# شانس و عشق و تصادف
شانس و عشق و تصادف فیلمی به کارگردانی و نویسندگی حسین مدنی محصول سال ۱۳۳۸ است.

## خلاصه داستان
خواننده‌ای شهرستانی برای کار در راه سفر به تهران است که اتومبیلش دچار اشکال می‌شود...

## بازیگران
- نصرت‌الله وحدت
- دلکش
- کاووس دوستدار
- شمسی فضل‌الهی
- پرخیده
- منصور سپهرنیا